# August Heitmann
August Heitmann (Calimno, 1907 – Santiago del Cile, 1971) è stato un nuotatore tedesco.

## Carriera
Fortemente specializzato nello stile libero e nelle staffette, ha vinto tre medaglie complessive ai campionati europei di nuoto.

## Palmarès
- Europei

Budapest 1926: oro nella 4x200m stile libero.
Bologna 1927: oro nella 4x200m stile libero e bronzo nei 100m stile libero.